# Список глав государств в 482 году
Список глав государств в 481 году — 482 год — Список глав государств в 483 году — Список глав государств по годам

## Африка
- Королевство вандалов и аланов — Хунерих, король (477 — 484)

## Америка
- Баакульское царство — Ч'а-«Casper», священный владыка (435 — 487)
- Мутульское царство (Тикаль) — Кан-Ак, царь (458 — ок. 485)

## Азия
- Гассаниды — Амр III ибн аль-Ну'ман, царь (453 — 486)
- Дханьявади — Тюрия Кальяна, царь[англ.] (474 — 492)
- Жужаньский каганат — Юйцзюлюй Юйчэн, каган (464 — 485)
- Иберия — Вахтанг I Горгасал, царь (447 — 502)
- Индия — 
  - Вакатака — Харишена, махараджа (475 — 500)
  - Вишнукундина — Мадхав Варма, царь[лит.] (461 — 508)
  - Гупта — Будхагупта, махараджа (475 — 500)
  - Западные Ганги — Авинита, махараджа (469 — 529)
  - Кадамба — Шивамандхативарма, царь (480 — 485)
  - Маитрака — Бхатарка, махараджа[англ.] (ок. 470 — ок. 492)
  - Паллавы (Анандадеша) — Трилочана Скандаварман IV, махараджа (458 — 488)
- Камарупа — Махендраварман, царь (470 — 494)
- Кинда — Амр аль-Мансур, царь (458 — 489)
- Китай (Период Южных и Северных династий) — 
  - Северная Вэй — 
    - Сяо Вэнь-ди (Юань Хун), император (471 — 499)
    - Вдовствующая императрица Фэн, регент (476 — 490)

  - Южная Ци — 
    - Гао-ди (Сяо Даочэн), император (479 — 482)
    - У-ди (Сяо Цзэ), император (482 — 493)
- Корея (Период Трех государств):
  - Конфедерация Кая — Чильджи, ван (451 — 492)
  - Когурё — Чансухо, тхэван (413 — 490)
  - Пэкче —  Тонсон, король (479 — 501)
  - Силла — Соджи, марипкан (479 — 500)
- Лазика (Эгриси) — Дамназ, король (ок. 468 — ок. 522)
- Лахмиды (Хира) — аль-Асвад ибн аль-Мундир, царь (462 — 490)
- Паган — Тюе, король[англ.] (439 — 494)
- Персия (Сасаниды) — Пероз, шахиншах (459 — 484)
- Раджарата (Анурадхапура) — Кашияпа I, король (473 — 495)
- Тарума — Индраварман, царь (455 — 515)
- Тогон — Муюн Дулхоу, правитель (481 — 490)
- Фунань — Джаяварман, король (478 — 514)
- Химьяр — Шарахбиль Якуф, царь (458 — 485)
- Япония — Сэйнэй, император (480 — 484)

## Европа
- Англия —
  - Бринейх — Дивнуал, король (460 — 510)
  - Думнония — Герайнт ап Эрбин, король (480 — 508)
  - Кент — Хенгист, король (455 — 488)
  - Пеннины — Артуис ап Мор, король (470 — ок. 500)
  - Регед — Гургуст ап Кенеу, король (450 — ок. 490)
  - Сассекс — Элла, король (477 — 514)
  - Эбрук — Эйнион ап Мор, король (470 — 495)
  - Элмет — Масгвид Глофф, король (460 — 495)
- Арморика — Будик I, король (464 — 501)
- Бургундское королевство — 
  - Гундобад, король (Лион, Лугдун) (473 — 516)
  - Годомар I, король (Вьенн) (473 — 486)
  - Хильперик II, король (Валанс) (473 — 491)
  - Годегизель, король (Женева) (473 — 501)
- Вестготское королевство — Эйрих, король (466 — 484)
- Византийская империя — Зенон, император (474 — 475, 476 — 491)
- Гепиды — Гундерит, король (460 — 490)
- Гунны — Эрнак, царь (469 — 503)
- Ирландия — 
  - Айлиль Молт, верховный король (458 — 482)
  - Лугайд, верховный король (482 — ок. 507)
  - Айлех — Моредах мак Эоган, король (ок. 465 — 489)
  - Коннахт — 
    - Айлиль Молт, король (ок. 470 — 482)
    - Дауи Тенге Ума мак Бриойн, король (482 — 502)

  - Лейнстер — Кримтанн, король (ок. 470 — 483)
  - Мунстер — Энгус мак Над Фройх, король (454 — 489)
  - Ольстер — Моредах Мондерг, король (465 — ок. 489)
- Италия — Одоакр, король (476 — 493)
- Остготов королевство — Теодорих Великий, король (474 — 526)
- Папский престол — Симплиций, папа римский (468 — 483)
- Салические франки — Хлодвиг I, король (481 — 511)
- Свевов королевство (Галисия) — Херменерик, король (469 — ок. 485)
- Тюрингия — Бизин, король (ок. 455 — ок. 507)
- Уэльс —
  - Брихейниог — Брихан из Брекнока, король (ок. 450 — 490)
  - Гвент — Иддон ап Инир, король (ок. 480 — ок. 490)
  - Гвинед — Эйнион Пылкий, король (ок. 460 — ок. 500)
  - Гливисинг — Гвинлиу Бородатый, король (480 — 523)
  - Дивед — Айргол Длиннорукий, король (455 — 495)
  - Поуис — Касанаут, король (480 — 519)
- Шотландия —
  - Дал Риада — Лоарн, король (474 — 495)
  - Пикты — Талорк I, король (480 — 484)
  - Стратклайд (Альт Клуит) — Думнагуал Старый, король (ок. 470 — ок. 490)

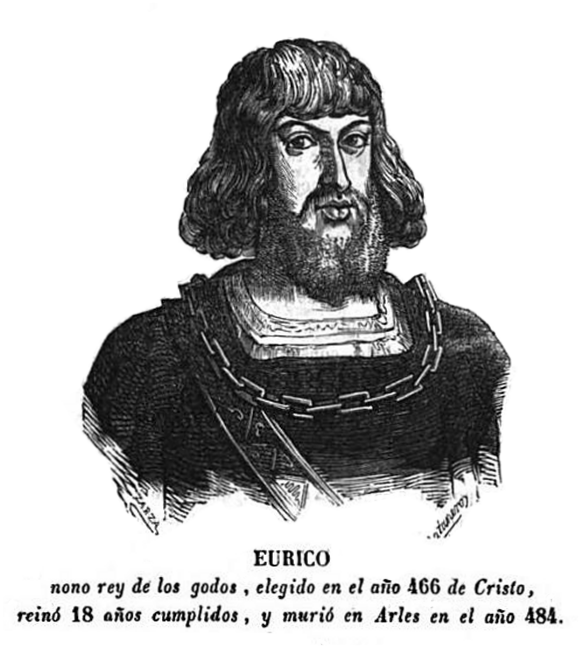
Эйрих 466-484 Король вестготов
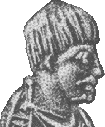
Одоакр 476-493 Король Италии
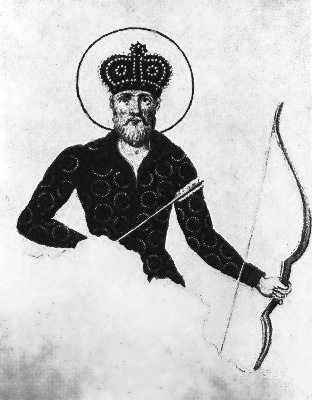
Вахтанг I Горгасал 447-502 Царь Иберии
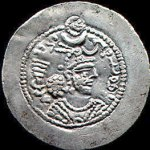
Пероз 459-484 Шахиншах Персии
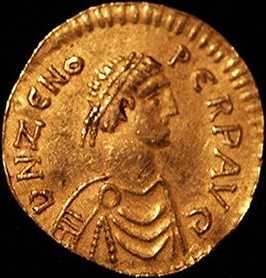
Зенон 476-491 Император Византии
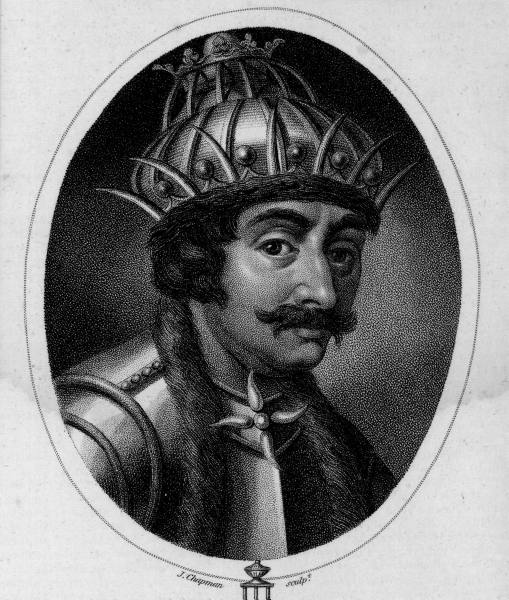
Теодорих Великий 474-526 Король остготов
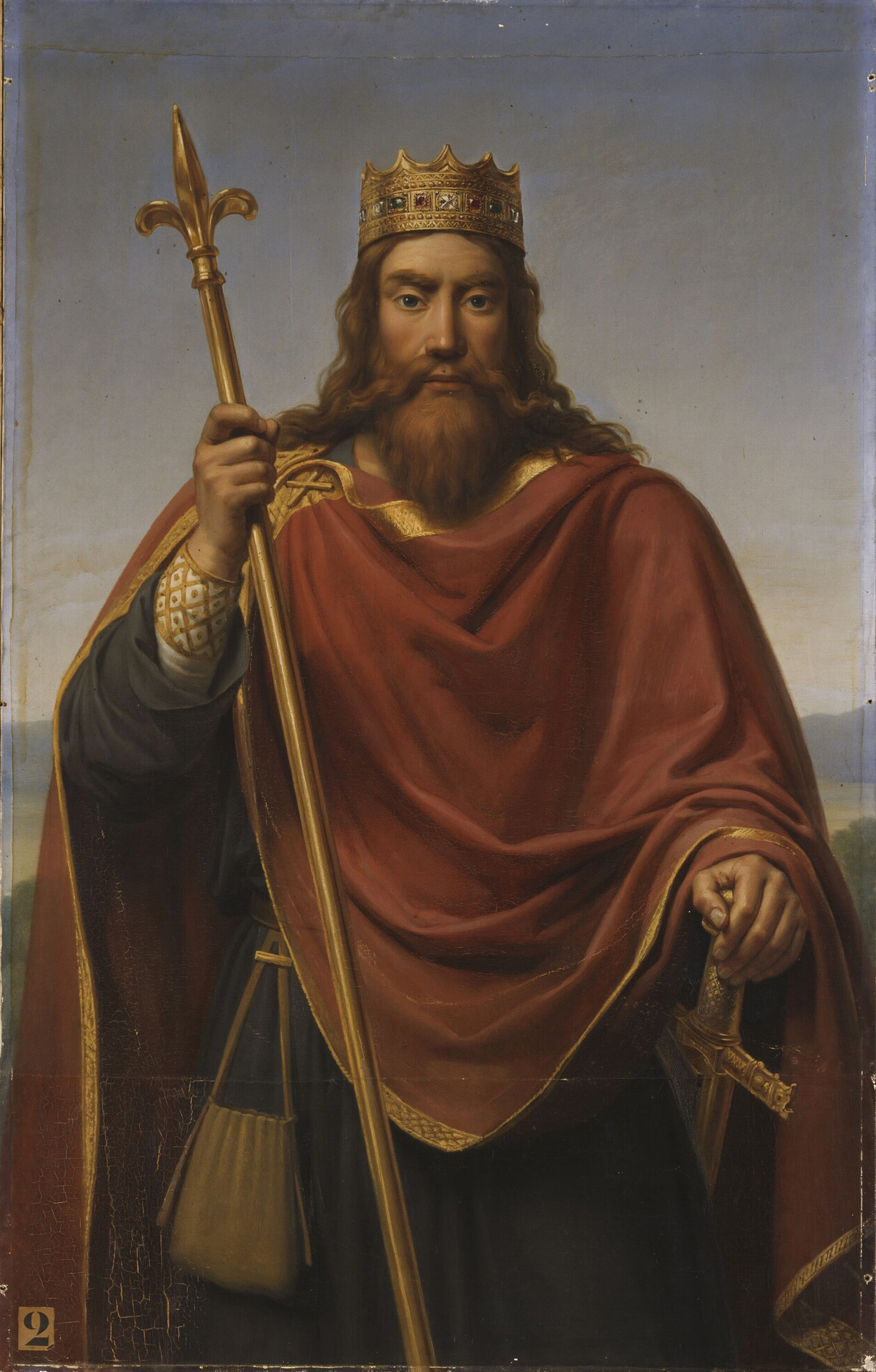
Хлодвиг I 481-511 Король салических франков
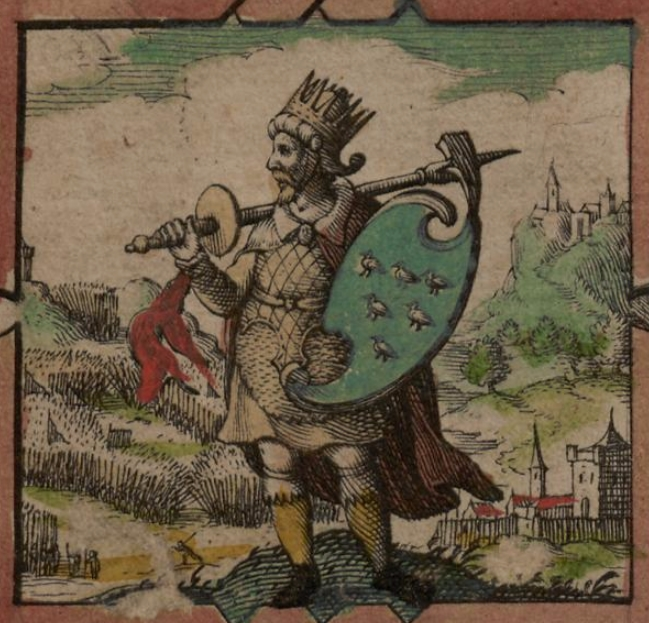
Элла 477-514 Король Сассекса
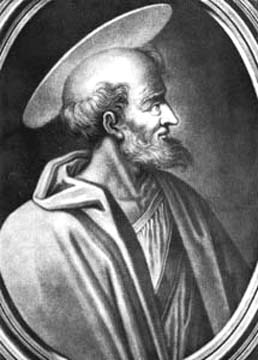
Симплиций 468-483 Папа Римский